# Гимназия № 13 (роман)
Гимназия № 13 — фантастический роман-сказка Андрея Жвалевского и Евгении Пастернак, вышедший из печати в 2010 году.
Если в предыдущем (Время всегда хорошее, 2009 год) и последующем (Москвест, 2011 год) романах соавторов герои-школьники путешествуют в прошлое, персонажи этой сказки перемещаются в некое параллельное пространство, сказочный мир, населённый богами славянского язычества, «существующий всегда» там же, где пребывают души вещей. Сюжет всех трёх произведений во многом развивается по законам компьютерных игр,  их жанр можно определить как роман-квест, где целью является возвращение героев.

## Сюжет
События начинаются в обычной школе, прототипом которой стала реально существующая в Минске одноимённая с романом гимназия. Школа построена рядом с древним дубом, «пережившем две войны». После того как рабочие безуспешно пытаются спилить дерево, двое гимназистов Антоха и Севка решили свалить дуб с помощью направленного взрыва, а девочка Леля пытается им помешать. Однако, после взрыва и дуб, и даже кастрюля, в которую была помещена взрывчатка, остаются целы. Гимназисты - среди которых, кроме Антохи, Севки, помогавшего им Мишки и пытавшейся остановить их Лели, также оказываются занимавшиеся в одном из классов математикой Маша и Люба - не могут покинуть школьное здание. Оно, после того как туда «из дворика прилетел большой белый, а потом большой чёрный… А потом много мелких», заселено домовыми, очень похожими на работающих в гимназии преподавателей, только уменьшенных. У учеников перестают работать мобильные телефоны а время остановилось на 18:35.